# Miss France 2006
Miss France 2006 est la 76e élection de Miss France. Elle s’est déroulée le 3 décembre 2005 au Palais des festivals et des congrès de Cannes. C'est la première fois que cette élection se tient à Cannes et la cinquième en région Provence-Alpes-Côte d’Azur.
La cérémonie est diffusée en direct sur TF1 et est présentée pour la 11e année consécutive par Jean-Pierre Foucault.
Miss Languedoc, Alexandra Rosenfeld, remporte le titre et succède à Cindy Fabre, Miss France 2005.

## Classement final
| Résultats        | Candidates | Concours internationaux |
| ---------------- | --- | --- |
| Miss France 2006 | - Miss Languedoc - Alexandra Rosenfeld | - Non classée lors de Miss Univers 2006 - Miss Europe 2006                                                                                     |
| 1re dauphine     | - Miss Île-de-France - Sophie Ducasse | |
| 2e dauphine      | - Miss Albigeois Midi-Toulousain - Laura Fasquel | Non classée à Miss Monde 2006 |
| 3e dauphine      | - Miss Réunion - Élodie Lebon | |
| 4e dauphine      | - Miss Pays de l'Ain - Virginie Gaudenèche | |
| Top 12           | - Miss Berry - Élodie Thomas (5e dauphine) - Miss Calédonie - Emmanuelle Darman (6e dauphine) - Miss Camargue-Cévennes - Marie-Charlotte Méré - Miss Comminges-Pyrénées - Marie-Alexie Bazerque - Miss Flandre - Juliette Andry - Miss Provence - Lydia Podossenoff - Miss Quercy-Rouergue - Lisa Fernandez | - Marie-Charlotte Méré ne se classe pas lors de Miss International 2006 - Lydia Podossenoff est finaliste lors de Miss Model of the World 2007 |

### Prix attribués
| Prix                               | Candidates                                      |
| ---------------------------------- | ----------------------------------------------- |
| Prix du Plus beau sourire          | Miss Lorraine - Béatrice Thiery                 |
| Prix de la Bonne conduite Peugeot  | Miss Albigeois Midi-Toulousain - Laura Fasquel  |
| Prix du Couturier Nicolas Fafiotte | Miss Comminges-Pyrénées - Marie-Alexie Bazerque |
| Prix de la Photogénie TV Mag       | Miss Anjou - Vidya Juganaikloo                  |

## Ordre d'annonce des finalistes
| 1. Miss Languedoc 2. Miss Camargue-Cévennes 3. Miss Île-de-France 4. Miss Calédonie 5. Miss Provence 6. Miss Réunion 7. Miss Comminges-Pyrénées 8. Miss Quercy-Rouergue 9. Miss Berry 10. Miss Flandre 11. Miss Albigeois Midi-Toulousain 12. Miss Pays de l'Ain | 1. Miss Pays de l'Ain 2. Miss Albigeois Midi-Toulousain 3. Miss Réunion 4. Miss Languedoc 5. Miss Île-de-France |

## Préparation
Le voyage de préparation a lieu sur l'île de La Réunion, à partir 11 novembre 2005.
L'élection se tient au Palais des festivals et des congrès de Cannes,. C'est la première fois que la ville accueille l'élection, et la cinquième fois que celle-ci se tient en région Provence-Alpes-Côte d'Azur.

## Déroulement de la cérémonie
Les candidates ouvrent la cérémonie en robe. Leurs portraits sont ensuite diffusés par groupes de 15, chaque groupe défilant sur le thème d'une comédie musicale : Roméo et Juliette, Notre-Dame de Paris et Le Roi Soleil en compagnie du chanteur Emmanuel Moire. C'est la première fois que les portraits sont tournés dans les régions respectives des candidates.
Les candidates participent toutes au défilé en costume régional, puis au défilé en maillot de bain, après quoi a lieu la sélection des 12 demi-finalistes. Celles-ci défilent en robe, accompagnées de Dany Brillant. Elles sont ensuite interviewées par Jean-Pierre Foucault, puis prennent part à un défilé en bikini. C'est la première fois que des maillots deux-pièces sont portés sur scène depuis que l'élection est télévisée.
Les 5 finalistes sont par la suite appelées. Elles défilent en robe de soirée, et sont chacune interrogées par un membre du jury. La cérémonie se termine par le couronnement d'Alexandra Rosenfeld et la désignation de ses dauphines.
Jenifer et Johnny Hallyday se produisent également sur scène durant la cérémonie.

## Jury
| Membre | Membre                                | Notes                                              |
| ------ | ------------------------------------- | -------------------------------------------------- |
|        | Læticia Hallyday (présidente du jury) | Mannequin                                          |
|        | Johnny Hallyday                       | Acteur, chanteur et compositeur                    |
|        | Paul Belmondo                         | Pilote automobile, acteur                          |
|        | Corinne Coman                         | Miss France 2003                                   |
|        | Jenifer                               | Chanteuse, gagnante de la Saison 1 de Star Academy |
|        | Marlène Jobert                        | Actrice, romancière                                |
|        | Bruno Putzulu                         | Acteur, chanteur                                   |
|        | Jean Reno                             | Acteur                                             |
|        | Mathilde Seigner                      | Comédienne                                         |

## Candidates
| Région                         | Nom                       | Âge    | Taille | Résidence                   | Élue le                                 |
| ------------------------------ | ------------------------- | ------ | ------ | --------------------------- | --------------------------------------- |
| Miss Albigeois Midi-Toulousain | Laura Fasquel             | 19 ans | 1,74 m | Lapeyrouse-Fossat           | 27 août 2005 à Lisle-sur-Tarn           |
| Miss Alsace                    | Jessica Barazzutti        | 18 ans | 1,74 m | Ottmarsheim                 | 15 octobre 2005 à Hochfelden            |
| Miss Anjou                     | Vidya Juganaikloo         | 21 ans | 1,74 m | Chanzeaux                   | 9 septembre 2005 à Cholet               |
| Miss Aquitaine                 | Audrey Castet             | 18 ans | 1,82 m | Belin-Béliet                | 9 octobre 2005 à Périgueux              |
| Miss Artois-Hainaut            | Audrey Stouder            | 20 ans | 1,78 m | Bruille-Saint-Amand         | 2 octobre 2005 à Saint-Amand-les-Eaux   |
| Miss Auvergne                  | Elisa Ortiz de Pinedo     | 23 ans | 1,75 m | Mauriac                     | 25 septembre 2005 à Cébazat             |
| Miss Berry                     | Elodie Thomas             | 23 ans | 1,74 m | Champillet                  | 8 octobre 2005 à Déols                  |
| Miss Bourgogne                 | Delphine Cordier          | 18 ans | 1,75 m | Marsannay-la-Côte           | 13 octobre 2005 à Chalon-sur-Saône      |
| Miss Bretagne                  | Cindy Trichereau-Duchesne | 24 ans | 1,83 m | Nantes                      | 10 septembre 2005 à Argentré-du-Plessis |
| Miss Calédonie                 | Emmanuelle Darman         | 18 ans | 1,72 m | Nouméa                      | 8 octobre 2005 à Nouméa                 |
| Miss Camargue-Cévennes         | Marie-Charlotte Méré      | 18 ans | 1,76 m | Carcassonne                 | 18 août 2005 à Marsillargues            |
| Miss Champagne-Ardenne         | Cindy Perrin              | 23 ans | 1,75 m | Balan                       | 14 octobre 2005 à Sedan                 |
| Miss Charentes                 | Chloé Lefebvre            | 23 ans | 1,73 m | Royan                       | 28 octobre 2005 à Soubise               |
| Miss Comminges-Pyrénées        | Marie-Alexie Bazerque     | 20 ans | 1,76 m | Seich                       | 21 octobre 2005 à Saint-Gaudens         |
| Miss Corse                     | Jessica Arrighi           | 19 ans | 1,73 m | L’Île-Rousse                | 9 septembre 2005 à Grosseto-Prugna      |
| Miss Côte d'Azur               | Marjorie Delmont          | 20 ans | 1,79 m | Mandelieu-la-Napoule        | 25 juin 2005 à Menton                   |
| Miss Dauphiné                  | Maud Tordjman             | 19 ans | 1,74 m | Valence                     | 22 octobre 2005 à Moirans               |
| Miss Flandre                   | Juliette Andry            | 22 ans | 1,75 m | Lille                       | 1er octobre 2005 à Boulogne-sur-Mer     |
| Miss Franche-Comté             | Magali Thierry            | 18 ans | 1,76 m | Froideconche                | 17 septembre 2005 aux Fins              |
| Miss Gascogne                  | Jessica Scié              | 21 ans | 1,73 m | Sainte-Colombe-en-Bruilhois | 23 octobre 2005 à Eauze                 |
| Miss Grand Lyon                | Roxanne Roblot-Bouvier    | 19 ans | 1,78 m | Meyzieu                     | 30 avril 2005 à Lyon                    |
| Miss Guadeloupe                | Jessy Gamon               | 20 ans | 1,77 m | Baie-Mahault                | 6 août 2005 à Pointe-à-Pitre            |
| Miss Guyane                    | Leilia Chérubin-Jeannette | 20 ans | 1,76 m | Iracoubo                    | 1er octobre 2005 à Cayenne              |
| Miss Île-de-France             | Sophie Ducasse            | 22 ans | 1,80 m | Châtillon                   | 5 novembre 2005 à Évry                  |
| Miss Languedoc                 | Alexandra Rosenfeld       | 19 ans | 1,73 m | Saint-Thibéry               | 6 août 2005 à Carnon                    |
| Miss Loire-Forez               | Célia Clémençon           | 24 ans | 1,75 m | Saint-Chamond               | 24 septembre 2005 à Saint-Étienne       |
| Miss Lorraine                  | Béatrice Thiery           | 19 ans | 1,76 m | Jarny                       | 30 septembre 2005 à Bar-le-Duc          |
| Miss Maine                     | Amandine Tardif           | 21 ans | 1,78 m | Beaumont-Pied-de-Bœuf       | 11 septembre 2005 à La Flèche           |
| Miss Marche-Limousin           | Élodie Dargier            | 20 ans | 1,77 m | Saint-Vaury                 | à Landouge                              |
| Miss Martinique                | Christine Némorin         | 22 ans | 1,75 m | Fort-de-France              | à Fort-de-France                        |
| Miss Mayotte                   | Vayama Bacari             | 18 ans | 1,72 m | Sada                        | 14 août 2005 à Mamoudzou                |
| Miss Normandie                 | Delphine Lefebvre         | 19 ans | 1,82 m | Granville                   | 4 septembre 2005 à Ducey                |
| Miss Orléanais                 | Anne-Charlotte Triplet    | 18 ans | 1,82 m | La Ferté-Saint-Aubin        | 30 octobre 2005 à Montargis             |
| Miss Paris                     | Laura Marchebout          | 18 ans | 1,74 m | Paris                       | 4 novembre 2005 à Paris                 |
| Miss Pays de l’Ain             | Virginie Gaudenèche       | 25 ans | 1,72 m | Reyrieux                    | 16 septembre 2005 à Oyonnax             |
| Miss Pays de Savoie            | Nouara Slimani            | 21 ans | 1,83 m | Thônes                      | 17 septembre 2005 à Publier             |
| Miss Périgord                  | Murielle Castaing         | 19 ans | 1,72 m | Sigoulès                    | 22 octobre 2005 à Bergerac              |
| Miss Picardie                  | Sophie Blaisel            | 20 ans | 1,80 m | Compiègne                   | 6 novembre 2005 à Saint-Quentin         |
| Miss Poitou                    | Reva Segonne              | 21 ans | 1,81 m | Saint-Benoît                | 29 octobre 2005 aux Sables-d’Olonne     |
| Miss Provence                  | Lydia Podossenoff         | 23 ans | 1,80 m | Barrême                     | 20 juin 2005 à Gap                      |
| Miss Quercy-Rouergue           | Lisa Fernandez            | 18 ans | 1,79 m | L’Honor-de-Cos              | 16 septembre 2005 à Rodez               |
| Miss Réunion                   | Elodie Lebon              | 18 ans | 1,78 m | Les Avirons                 | 13 août 2005 à Saint-Denis              |
| Miss Roussillon                | Florence Micolau          | 22 ans | 1,72 m | Perpignan                   | 20 octobre 2005 au Barcarès             |
| Miss Tahiti                    | Mihimana Sachet           | 22 ans | 1,81 m | Faaa                        | 20 mai 2005 à Papeete                   |
| Miss Touraine                  | Justine Lepsch            | 23 ans | 1,76 m | Tours                       | 7 octobre 2005 à Montlouis-sur-Loire    |

## Observations